# 蓮恵
蓮恵（れんえ、生没年不詳）は、戦国時代の浄土真宗の僧である。加賀小松本覚寺住持。和田本覚寺住持蓮光の子。子に実恵、下間照賢室。
本覚寺は越前に拠点を持っており（和田本覚寺）、加賀にも勢力を持ち小松に本覚寺を建立、超勝寺と並んで北陸の有力寺院として発展していた。先代蓮光は延暦寺から追われた本願寺第8世法主蓮如を保護、文明7年（1475年）に蓮如が去った後の吉崎御坊の留守も任されるなど蓮如から信頼されていた一方、加賀の一向宗が頻繁に繰り返した年貢未進と荘園違乱を差配していたとされる。後に蓮如の3人の息子（松岡寺住持蓮綱・光教寺住持蓮誓・本泉寺住持蓮悟）が北陸の本願寺代行の役目を担った時も有力寺院の地位は変わらなかった。蓮恵は明応2年（1493年）頃から本覚寺を継いだと推定され、同年に蓮如から法然上人の影像を下付された。
だが、永正3年（1506年）、蓮恵は越前の朝倉貞景討伐の一揆を率いて越前に攻め入ったが、朝倉宗滴が率いる朝倉軍に九頭竜川の戦いで敗れて婿の下間照賢が戦死、超勝寺と共に加賀へ亡命、和田本覚寺を失った。しかも永正15年（1518年）、第9世法主実如が門徒に他国への侵攻禁止の布告を発したので越前復帰も不可能になり、蓮恵は朝倉攻めの責任者の蓮悟に抗議をしたが逆に破門されてしまった。西光寺を通して破門は解除されたが不満を募らせて行った。
大永5年（1525年）に実如が没し、孫の証如が第10世法主を継ぐと後見人である蓮淳（蓮如の6男で証如の外祖父）の意を受けた蓮淳の婿で超勝寺住持実顕が代官に任命され、下間頼秀・頼盛兄弟と共に荘園の横領と本願寺代行寺院を無視する態度を取ると、本泉寺蓮悟と松岡寺蓮慶（蓮綱の子）、光教寺顕誓（蓮誓の子）は反発、享禄4年（1531年）に大小一揆が起こった。蓮恵は実顕ら大一揆に与して本泉寺蓮悟ら小一揆と戦い、先手を打って7月に松岡寺を占領、蓮綱・蓮慶・実慶（蓮慶の子）らを捕らえた。蓮綱は10月18日に没し、1ヶ月後の11月18日に蓮慶・実慶も自殺した。この中には下間頼宣・頼康兄弟や従兄弟の下間頼継も含まれており、頼宣兄弟は下間照賢の遺児で蓮恵の孫でもあった。
小一揆に朝倉宗滴・畠山家俊らが加勢、大一揆方は勝利して小一揆方を亡命に追い込み、本願寺の加賀における直接支配が確立、超勝寺と本覚寺は加賀一向一揆の指導者層に立った。天文6年（1537年）の小一揆残党による本覚寺襲撃事件も乗り切り、天文15年（1546年）に尾山御坊が建立されるまで加賀の支配を超勝寺と共に担った。